# Ján Podolák
Ján Podolák (Dolná Súča, 17 maggio 1926 – Bratislava, 15 febbraio 2017) è stato un etnologo ed etnografo slovacco.
Si occupò soprattutto di agricoltura tradizionale, della pastorizia nei Carpazi e nella Penisola balcanica, degli insediamenti slovacchi all'estero, delle minoranze etniche della Slovacchia e dell'Europa centrale e della storia dell'etnografia.

## Biografia
Dal 1932 al 1938 frequentò la scuola elementare di Dolná Súča, in seguito, fino al 1946 il ginnasio dei piaristi di Trenčín. Dopo una lunga inattività per malattia, che si protrasse fino al 1949, si iscrisse alla facoltà di filosofia dell'Università Comenio di Bratislava, specializzandosi in etnografia e storia. Conseguì la laurea in etnografia nel 1952 e il dottorato di ricerca nel 1961, collaborando con il dipartimento di etnografia dell'Accademia slovacca delle scienze, di cui era stato co-fondatore, vicedirettore e segretario scientifico. Era stato anche co-fondatore della rivista scientifica dello stesso dipartimento "Slovenský národopis".
Nel 1958 fu tra i co-fondatori della Società Slovacca di Etnografia (Slovenská národopisná spoločnosť) e nel 1959 tra i co-fondatori della Commissione internazionale per lo studio della cultura popolare dei Carpazi, di cui fu segretario generale fino al 1971.
Nel 1964 fu abilitato all'insegnamento come docente esterno alla facoltà di filosofia dell'Università Comenio di Bratislava. 
Nel 1974 ricevette il Premio Herder e per questa ragione il regime, che nel 1970 per ragioni politiche lo aveva già privato della cattedra di etnografia e folklore all'università, lo privò pure dell'autorizzazione ad insegnare. In questo periodo si dedicò alla rivista Ethnologia slavica che aveva fondato nel 1969 e che ospitava anche contributi di studiosi stranieri. La rivista di cui Podolák era caporedattore uscì fino al 1996.
Nel 1986 conseguì il grande dottorato in scienze storiche. Ebbe il titolo di professore di etnografia nel 1991 dall'università di Brno.
Nel 1991 ottenne il pensionamento e proseguì la sua attività fondando e presiedendo il dipartimento di etnografia della Matica slovenská a Martin.
Dopo l'indipendenza slovacca (1993), fu per breve tempo consigliere del Presidente della Repubblica per le politiche per le minoranze etniche.
Nel 1997 riprese l'insegnamento alla nuova Università dei Santi Cirillo e Metodio di Trnava, per cui fondò la cattedra di etnologia. Fu anche rettore della stessa università dal 1999 al 2002. Nel 2008 gli fu conferita la laurea honoris causa dall'Università dei Santi Cirillo e Metodio di Trnava. Nel 2014, a 88 anni, divenne professore emerito.